# Jackie Robinson (koszykarz)
Jackie Lee Robinson (ur. 20 maja 1955 w Los Angeles) – amerykański koszykarz, występujący na pozycji niskiego skrzydłowego, mistrz NBA w barwach Seattle SuperSonics (1979).

## Osiągnięcia
NCAA
- Uczestnik rozgrywek:
  - NCAA Final Four (1977)
  - Sweet Sixteen turnieju NCAA (1975–1977)
- Mistrz sezonu regularnego konferencji  (1975)

NBA
- Mistrz NBA (1979)[1]

Indywidualne
- Zaliczony do II składu WBA (1979)